# ستریلکی
ستریلکی (به لاتین: Střílky) یک منطقهٔ مسکونی در جمهوری چک است که در ناحیه کرومیریژ واقع شده‌است. ستریلکی ۹٫۹۱ کیلومتر مربع مساحت و ۶۹۵ نفر جمعیت دارد و ۳۳۷ متر بالاتر از سطح دریا واقع شده‌است.